# Temnocerus morimotoi
Temnocerus morimotoi is een keversoort uit de familie Rhynchitidae. De wetenschappelijke naam van de soort is voor het eerst geldig gepubliceerd in 1997 door Sawada.